# Mónica Puig
Pour les articles homonymes, voir Puig.
Mónica Puig Marchán, née le 27 septembre 1993 à Hato Rey (San Juan), est une joueuse de tennis portoricaine, professionnelle entre 2010 et 2022.
Lors des Jeux olympiques de Rio en 2016, elle crée la surprise en devenant à 22 ans la première championne olympique de l'histoire de son pays, tous sports et tous sexes confondus.

## Carrière

### 2010-2013: débuts prometteurs

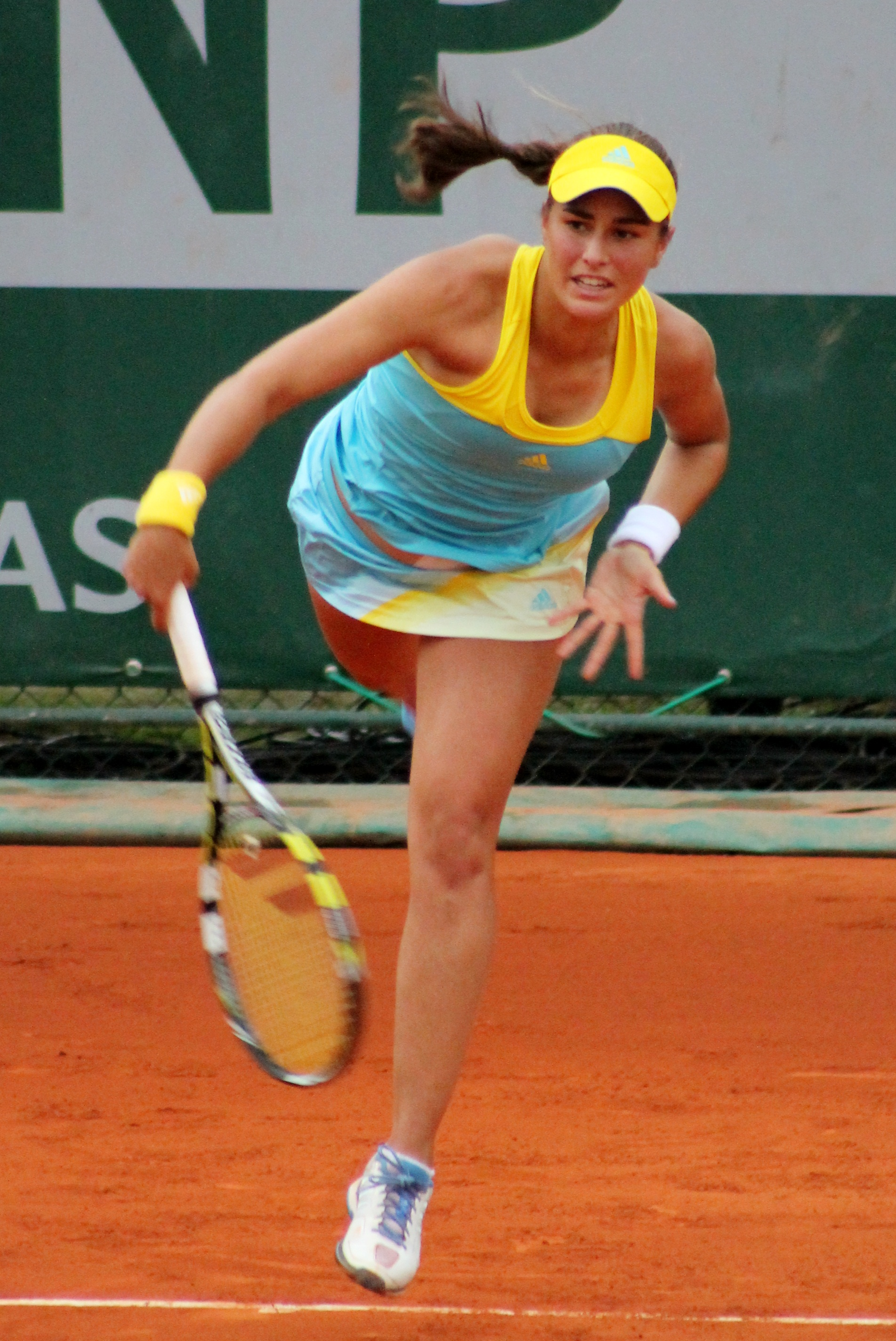
Mónica Puig lors de Roland-Garros en 2013.

Professionnelle depuis 2010, Mónica Puig fait alors partie des espoirs du tennis féminin au même titre que Laura Robson ou Eugenie Bouchard. Cette année-là, elle participe aux Jeux olympiques de la jeunesse à Singapour mais, bien que tête de série no 2, elle s'incline dès le premier tour contre Zheng Saisai.
Elle confirme son potentiel à Roland-Garros en 2013, son premier tournoi du Grand Chelem, où elle atteint le troisième tour en battant la tête de série no 11 Nadia Petrova, en trois manches (3-6, 7-5, 6-4), puis Madison Keys en deux manches avant de perdre contre Carla Suárez Navarro (4-6, 5-7). Puis elle se révèle au monde lors du premier tour de Wimbledon la même année en sortant l'Italienne et cinquième joueuse mondiale Sara Errani en deux sets (6-3, 6-2). Elle va alors jusqu'en huitièmes de finale de ce tournoi en écartant Sílvia Soler Espinosa et Eva Birnerová avant d'être sortie en trois sets (6-4, 5-7, 1-6) par la no 17 mondiale Sloane Stephens.

### 2014-2015: premier titre puis contre-performances
En 2014, alors qu'elle est 56e mondiale, Mónica Puig remporte son premier titre sur le circuit WTA au tournoi de Strasbourg en s'imposant en finale face à la qualifiée Sílvia Soler Espinosa en deux sets (6-4, 6-3) après avoir battue Andrea Petkovic et Madison Keys en deux manches.
En 2015, cela démarre plutôt bien pour elle puisqu'elle réalise une bonne première partie de saison avec notamment une demi-finale à Pattaya et un quart de finale à Acapulco mais la suite est plus compliquée pour la jeune Portoricaine puisqu'elle enchaîne les contre-performances. Classée dans le top 50 au début de la saison, elle finit 92e (au 14 décembre 2015) soit un recul de plus de quarante places.

### 2016: médaille d'or historique aux Jeux olympiques
En 2016, Mónica Puig commence sa saison au tournoi d'Auckland où elle doit s'incliner au deuxième tour des phases qualificatives. Puis au tournoi Premier de Sydney, où elle sort des qualifications, elle bat au premier tour la lucky loser Magdaléna Rybáriková en trois sets, avant de dérouler ses tours suivant en deux sets face à Anna Karolína Schmiedlová (6-1, 6-0) et Samantha Stosur (6-4, 6-4). En demi-finale, elle profite de l'abandon de la Suisse Belinda Bencic après le gain du premier set (6-0) pour se qualifier pour la deuxième finale de sa carrière. Elle perd cependant sèchement face à la Russe Svetlana Kuznetsova en deux manches et moins d'une heure de jeu (0-6, 2-6), mais ce parcours lui permet de gagner une quarantaine de places en atteignant la 52e place mondiale.
Ensuite, elle perd au deuxième tour lors des tournois se déroulant au Mexique, à Acapulco et à Monterrey. Puis elle se rend à Indian Wells, où elle parvient au troisième tour après avoir battu successivement Mirjana Lučić Baroni et Anna Schmiedlová sur le même score (6-1, 6-2). Elle perd face à la jeune Russe Daria Kasatkina, non sans avoir failli renverser la rencontre (4-6, 6-3, 6-72).
En août, alors qu'elle est 34e mondiale et non tête de série, elle participe aux Jeux olympiques, où la concurrence est élevée, notamment avec la tenante du titre et numéro 1 mondiale Serena Williams. Pourtant, elle réalise un immense exploit en remportant le tournoi olympique et en devenant par la même occasion la première représentante de Porto Rico à remporter un titre olympique et la première femme à remporter une médaille pour son pays. Sur son parcours, elle bat Polona Hercog ainsi que la tête de série no 14 Anastasia Pavlyuchenkova sur le même score (6-3, 6-2), puis elle élimine la 4e mondiale et récente vainqueure de Roland Garros, l'Espagnole Garbiñe Muguruza, et l'Allemande Laura Siegemund en quart, à chaque fois sur le même score net (6-1, 6-1). En demi-finale, elle vainc la 14e mondiale et détentrice de deux Grands Chelems, Petra Kvitová (6-4, 1-6, 6-3) en moins de deux heures, s'assurant alors au moins d'une médaille d'argent. En finale, elle remporte la médaille d'or face à la récente lauréate de l'Open d'Australie, l'Allemande Angelique Kerber, 2e mondiale, dans un combat de deux heures (6-4, 4-6, 6-1) en démontrant toutes ses qualités au jeu, tant mentales que physiques, s'appuyant notamment sur un bon service,,.

### 2017: finale à Luxembourg
En février, Mónica Puig réalise une bonne performance à Doha, où elle parvient jusqu'en demi-finale en battant Laura Siegemund, Yulia Putintseva (par abandon) et Daria Kasatkina, toutes mieux classée qu'elle, avant de perdre contre Caroline Wozniacki.
En octobre, elle termine sa saison en atteignant une nouvelle finale sur le circuit WTA à Luxembourg, en éliminant notamment la tête de série no 1 Angelique Kerber (6-3, 6-4) au premier tour et la no 5 Elise Mertens (6-2, 7-5) en demi-finale. Elle s'incline finalement face à l'Allemande Carina Witthöft (3-6, 5-7).

### 2018: saison mitigée
Mónica Puig entame sa saison à Auckland, où elle est éliminée dès le premier tour par Julia Goerges (6-4, 4-6, 6-2).
Au tournoi de Sydney, elle sort au deuxième tour des qualifications, battue par Kristie Ahn en deux sets (6-4, 6-1). Lors de l'Open d'Australie, elle ne va plus loin que le second tour, écartée par Kaia Kanepi en deux sets (6-4, 6-3).
Même résultat à Acapulco, où elle bénéficie d'un abandon de Dayana Yastremska au premier tour, puis sort face à Rebecca Peterson en deux sets (6-1, 6-4).
Idem au tournoi d'Indian Wells, où elle vainc Beatriz Haddad Maia, puis tombe contre Anastasija Sevastova en trois sets (6-2, 2-6, 6-1).
Fin mars, elle réalise la meilleure performance de sa carrière dans un tournoi de catégorie Premier Mandatory à Miami, où elle élimine successivement Samantha Stosur, Caroline Wozniacki (tête de série no 2) et María Sákkari, avant de s'incliner en huitième de finale face à la qualifiée Danielle Collins.
Après cette bonne semaine, Mónica Puig se hisse jusqu'en quarts de finale à Monterrey, où elle est tête de série numéro 5, avant d'être battue par Timea Babos en deux sets (6-4, 6-2).
La Portoricaine essuie ensuite une série de résultats décevants : deuxième tour à Madrid et deuxième tour des qualifications à Rome (éliminée par Petra Kvitová et Donna Vekić), premier tour à Wimbledon (éliminée par Julia Görges), premier tour à Montréal (éliminée par Sevastova) et premier tour des qualifications à Cincinnati (éliminée par Stefanie Vögele).
En août, au tournoi de New Haven, elle sort des qualifications puis s'impose successivement face à Timea Bacsinszky, Anett Kontaveit et surtout Caroline Garcia, tête de série no 2, atteignant ainsi les demi-finales, où elle perd contre Carla Suárez Navarro. La semaine suivante, après avoir passé le premier tout de l'US Open face à Stefanie Vögele, elle retrouve Caroline Garcia contre laquelle elle ne parvient pas à rééditer sa performance de la semaine précédente, s'inclinant en trois sets (2-6, 6-1, 5-7).
Elle atteint ensuite les quarts de finale du tournoi du Québec, avant d'être sortie par Sofia Kenin en deux sets (6-3, 6-1).
Elle réalise ensuite une bonne semaine à Wuhan, en s'extirpant des qualifications et en battant la tête de série numéro 2, Caroline Wozniacki (7-610, 7-5), avant d'être battue en quarts par Wang Qiang en deux sets (6-3, 6-1).
Mónica Puig termine sa saison par deux défaites précoces : une face à la Tunisienne Ons Jabeur au premier tour des qualifications de Beijing (6-3, 6-2), puis un abandon au premier tour de Linz face à Margarita Gasparyan.

### 2022: retraite sportive
Le 13 juin 2022, après plusieurs années difficiles marquées par de lourdes blessures, Mónica Puig annonce mettre un terme à sa carrière, à seulement 28 ans.

## Palmarès

### Titres en simple dames
| No | Date       | Nom et lieu du tournoi                   | Catégorie     | Dotation  | Surface      | Finaliste             | Score         |          |
| -- | ---------- | ---------------------------------------- | ------------- | --------- | ------------ | --------------------- | ------------- | -------- |
| 1  | 19-05-2014 | Internationaux de Strasbourg, Strasbourg | Intern'l      | 250 000 $ | Terre (ext.) | Sílvia Soler Espinosa | 6-4, 6-3      | Parcours |
| 2  | 06-08-2016 | Olympic Tennis Event, Rio de Janeiro     | J. olympiques | NC        | Dur (ext.)   | Angelique Kerber      | 6-4, 4-6, 6-1 | Parcours |

### Finales en simple dames
| No | Date       | Nom et lieu du tournoi            | Catégorie | Dotation  | Surface    | Vainqueure          | Score    |          |
| -- | ---------- | --------------------------------- | --------- | --------- | ---------- | ------------------- | -------- | -------- |
| 1  | 10-01-2016 | Apia International Sydney, Sydney | Premier   | 753 000 $ | Dur (ext.) | Svetlana Kuznetsova | 6-0, 6-2 | Parcours |
| 2  | 16-10-2017 | BNP Paribas Open, Luxembourg      | Intern'l  | 250 000 $ | Dur (int.) | Carina Witthöft     | 6-3, 7-5 | Parcours |

## Parcours en Grand Chelem

### En simple dames
| Année | Open d'Australie | Open d'Australie    | Internationaux de France | Internationaux de France | Wimbledon       | Wimbledon         | US Open         | US Open             |
| ----- | ---------------- | ------------------- | ------------------------ | ------------------------ | --------------- | ----------------- | --------------- | ------------------- |
| 2012  | Q2               | Kirsten Flipkens    | Q3                       | Dinah Pfizenmaier        | —               | —                 | Q1              | Sharon Fichman      |
| 2013  | Q1               | Wang Qiang          | 3e tour (1/16)           | C. Suárez Navarro        | 1/8 de finale   | Sloane Stephens   | 1er tour (1/64) | Alisa Kleybanova    |
| 2014  | 2e tour (1/32)   | Flavia Pennetta     | 1er tour (1/64)          | Samantha Stosur          | 1er tour (1/64) | Madison Keys      | 2e tour (1/32)  | Andrea Petkovic     |
| 2015  | 2e tour (1/32)   | Yaroslava Shvedova  | 1er tour (1/64)          | Sabine Lisicki           | 1er tour (1/64) | Monica Niculescu  | 1er tour (1/64) | Venus Williams      |
| 2016  | 3e tour (1/16)   | Agnieszka Radwańska | 3e tour (1/16)           | Madison Keys             | 1er tour (1/64) | Johanna Konta     | 1er tour (1/64) | Zheng Saisai        |
| 2017  | 2e tour (1/32)   | Mona Barthel        | 2e tour (1/32)           | Jeļena Ostapenko         | 1er tour (1/64) | Timea Bacsinszky  | 1er tour (1/64) | Mirjana Lučić       |
| 2018  | 2e tour (1/32)   | Kaia Kanepi         | —                        | —                        | 1er tour (1/64) | Julia Görges      | 2e tour (1/32)  | Caroline Garcia     |
| 2019  | 1er tour (1/64)  | A. Pavlyuchenkova   | 3e tour (1/16)           | Iga Świątek              | 2e tour (1/32)  | Karolína Plíšková | 1er tour (1/64) | Rebecca Peterson    |
| 2020  | —                | —                   | 1er tour (1/64)          | Sara Errani              | Annulé          | Annulé            | 1er tour (1/64) | Margarita Gasparyan |

N.B. : à droite du résultat se trouve le nom de l'ultime adversaire.

### En double dames
| Année | Open d'Australie            | Open d'Australie           | Internationaux de France      | Internationaux de France  | Wimbledon                       | Wimbledon                | US Open                         | US Open                     |
| ----- | --------------------------- | -------------------------- | ----------------------------- | ------------------------- | ------------------------------- | ------------------------ | ------------------------------- | --------------------------- |
| 2013  | —                           | —                          | —                             | —                         | 1er tour (1/32) Arruabarrena    | E. Bouchard Petra Martić | 1er tour (1/32) Annika Beck     | Sania Mirza Zheng Jie       |
| 2014  | 1er tour (1/32) S. Fichman  | G. Muguruza Arantxa Parra  | 1er tour (1/32) Y. Wickmayer  | K. Koukalová M. Niculescu | 1er tour (1/32) Lauren Davis    | L. Kichenok N. Kichenok  | 1er tour (1/32) B. Jovanovski   | J. Husárová Paula Kania     |
| 2015  | 1er tour (1/32) M. Erakovic | M. Krajicek B. Z. Strýcová | 1er tour (1/32) Shelby Rogers | B. Bencic K. Siniaková    | —                               | —                        | —                               | —                           |
| 2016  | —                           | —                          | 1er tour (1/32) Irina Falconi | A. Hlaváčková L. Hradecká | 2e tour (1/16) M. Duque Mariño  | M. Krajicek B. Strýcová  | 1er tour (1/32) M. Duque Mariño | Nicole Gibbs Nao Hibino     |
| 2017  | 1er tour (1/32) Naomi Osaka | Raluca Olaru Olga Savchuk  | —                             | —                         | —                               | —                        | —                               | —                           |
| 2018  | 2e tour (1/16) M. Brengle   | N. Melichar K. Peschke     | —                             | —                         | 1er tour (1/32) Anett Kontaveit | N. Melichar K. Peschke   | —                               | —                           |
| 2019  | 1er tour (1/32) A. Petkovic | Eri Hozumi A. Rosolska     | 2e tour (1/16) Shelby Rogers  | Hsieh Su-wei B. Strýcová  | —                               | —                        | 1er tour (1/32) D. Yastremska   | A. Kalinskaya Y. Putintseva |

N.B. : le nom de la partenaire se trouve sous le résultat ; le nom des ultimes adversaires se trouve à droite.

## Parcours en «Premier Mandatory» et «Premier 5»
Découlant d'une réforme du circuit WTA inaugurée en 2009, les tournois WTA « Premier Mandatory » et « Premier 5 » constituent les catégories d'épreuves les plus prestigieuses, après les quatre levées du Grand Chelem.

### En simple dames
| Année |              | Premier Mandatory            | Premier Mandatory               | Premier Mandatory          | Premier Mandatory            |       | Premier 5 | Premier 5                   | Premier 5                     | Premier 5                   | Premier 5                   | Premier 5 | Premier 5                   |
| Année | Indian Wells | Miami                        | Madrid                          | Pékin                      |                              | Dubaï | Rome      | Canada                      | Cincinnati                    |                             | Tokyo                       |           |                             |
| Année | Indian Wells | Miami                        | Madrid                          | Pékin                      |                              | Doha  | Rome      | Canada                      | Cincinnati                    |                             | Wuhan                       |           |                             |
| Année | Indian Wells | Miami                        | Madrid                          | Pékin                      |                              |       | Rome      | Canada                      | Cincinnati                    |                             |                             |           |                             |
| 2013  |              | 1er tour (1/64) A. Cornet    | 1er tour (1/64) B. Mattek-Sands |                            | 1er tour (1/32) P. Hercog    |       |           |                             |                               |                             | 1er tour (1/32) E. Bouchard |           | 1er tour (1/32) E. Bouchard |
| 2014  |              | 1er tour (1/64) E. Svitolina | 2e tour (1/32) C. Wozniacki     |                            |                              |       |           |                             | 2e tour (1/16) M. Sharapova   | 1er tour (1/32) S. Stosur   |                             |           |                             |
| 2015  |              | 2e tour (1/32) C. Suárez     | 1er tour (1/64) I. Falconi      | 1er tour (1/32) R. Vinci   | 2e tour (1/16) C. Suárez     |       |           | 1er tour (1/32) L. Šafářová | 1er tour (1/32) K. Mladenovic | 2e tour (1/16) A. Kerber    |                             |           |                             |
| 2016  |              | 3e tour (1/16) D. Kasatkina  | 2e tour (1/32) V. Azarenka      | 1er tour (1/32) S. Lisicki | 1er tour (1/32) Y. Wickmayer |       |           |                             | 2e tour (1/16) J. Ostapenko   | 1er tour (1/32) N. Broady   |                             |           | 1er tour (1/32) R. Vinci    |
| 2017  |              | 2e tour (1/32) Ka. Plíšková  | 1er tour (1/64) S. Cîrstea      | 1er tour (1/32) L. Davis   |                              |       |           | 3e tour (1/8) A. Kerber     | 1er tour (1/32) Y. Putintseva |                             | 1er tour (1/32) T. Townsend |           | 3e tour (1/8) J. Ostapenko  |
| 2018  |              | 2e tour (1/32) A. Sevastova  | 4e tour (1/8) D. Collins        | 2e tour (1/16) P. Kvitová  |                              |       |           |                             |                               | 2e tour (1/16) A. Sevastova |                             |           | 1/4 de finale Wang Q.       |
| 2019  |              | 2e tour (1/32) A. Kontaveit  | 1er tour (1/64) Wang X.         |                            | 1er tour (1/32) Zheng S.     |       |           |                             |                               |                             | 1er tour (1/32) Wang Y.     |           | 2e tour (1/16) A. Riske     |
|       |              | WTA 1000                     |                                 |                            |                              |       |           |                             |                               |                             |                             |           |                             |
| 2022  |              |                              |                                 | 1er tour (1/32) D. Collins |                              |       |           |                             |                               |                             |                             |           |                             |

Sous le résultat, l’ultime adversaire.

## Parcours aux Jeux olympiques

### En simple dames
| # | Date       | Nom de l'olympiade                  | Surface    | Résultat | Ultime adversaire | Score         |          |
| - | ---------- | ----------------------------------- | ---------- | -------- | ----------------- | ------------- | -------- |
| 1 | 06/08/2016 | Olympic Tennis Event Rio de Janeiro | Dur (ext.) | Or       | Angelique Kerber  | 6-4, 4-6, 6-1 | Parcours |

## Classements WTA en fin de saison
| Année          | 2010 | 2011 | 2012 | 2013 | 2014 | 2015 | 2016 | 2017 | 2018 | 2019 | 2020 |
| Rang en simple | 695  | 228  | 127  | 55   | 60   | 92   | 32   | 58   | 53   | 80   | 105  |
| Rang en double | –    | 992  | 298  | 1115 | 657  | 238  | 338  | 916  | 279  | 403  | 447  |

Source : (en) Classements de Mónica Puig sur le site officiel de la Fédération internationale de tennis

## Victoires sur le top 10
Toutes ses victoires sur des joueuses classées dans le top 10 de la WTA lors de la rencontre.
| Légende         |
| Grand Chelem    |
| Jeux olympiques |
| Masters         |
| Premier         |
| Elite Trophy    |
| Intern'l        |
| Fed Cup         |

| # |       |  | Tournoi         | Année | Surface      |                  | Adversaire         | Rang   | Tour          | Score         | Tableau |
| - | ----- |  | --------------- | ----- | ------------ | ---------------- | ------------------ | ------ | ------------- | ------------- | ------- |
| 1 | no 65 |  | Wimbledon       | 2013  | Gazon        |                  | Sara Errani        | no 5   | 1/64          | 6-3, 6-2      | Tableau |
| 2 | no 34 |  | Jeux olympiques | 2016  | Dur          |                  | Garbiñe Muguruza   | no 4   | 1/8           | 6-1, 6-1      | Tableau |
| 3 | no 34 |  | Jeux olympiques | 2016  | Dur          | Angelique Kerber | no 2               | Finale | 6-4, 4-6, 6-1 |               | Tableau |
| 4 | no 82 |  | Miami           | 2018  | Dur          |                  | Caroline Wozniacki | no 2   | 1/32          | 0-6, 6-4, 6-4 | Tableau |
| 5 | no 72 |  | New Haven       | 2018  | Dur          |                  | Caroline Garcia    | no 6   | 1/4           | 7-5, 1-6, 6-2 | Tableau |
| 6 | no 51 |  | Wuhan           | 2018  | Dur          |                  | Caroline Wozniacki | no 2   | 1/8           | 7-610, 7-5    | Tableau |
| 7 | no 63 |  | Charleston      | 2019  | Terre battue |                  | Aryna Sabalenka    | no 10  | 1/8           | 6-2, 7-5      | Tableau |